# Hallenskog (przystanek kolejowy)
Hallenskog – kolejowy przystanek osobowy w Hallenskog, w regionie Buskerud w Norwegii, jest oddalony od Oslo Sentralstasjon o 30,88 km. Leży na wysokości 100,9 m n.p.m.

## Ruch pasażerski
Należy do linii Spikkestadlinjen. Jest elementem - kolei aglomeracyjnej w Oslo - w systemie SKM ma numer 550. Obsługuje lokalny ruch między Spikkestad, Oslo i Moss. Pociągi odjeżdżają co pół godziny w szczycie i co godzinę poza szczytem. 

## Obsługa pasażerów
Wiata. Odprawa podróżnych odbywa się w pociągu.